# Jezioro Uzarzewskie
Jezioro Uzarzewskie – naturalne jezioro w woj. wielkopolskim, w pow. poznańskim, w gminie Swarzędz w okolicach Uzarzewa, leżące na terenie Równiny Wrzesińskiej. Jest odbiornikiem wody z mechaniczno-biologicznej oczyszczalni ścieków w Uzarzewie.

## Dane morfometryczne
Powierzchnia zwierciadła wody według różnych źródeł wynosi od 8,5 ha do 11 ha.
Zwierciadło wody położone jest na wysokości 70,8 m n.p.m..

## Stan wód
Zamulenie dna jest bardzo wysokie i miejscami dochodzi do 4,5 m. Brzegi zniszczone i silnie zarośnięte. Porasta je zwarta roślinność wodna.